# Учум (курорт)

Озеро Учум

Учу́м — бальнеогрязевой курорт в Ужурском районе Красноярского края России.
Курорт находится на берегу озера Учум, в 380 км от Красноярска. Лето здесь умеренно тёплое (средняя температура июля +25 °С), зима холодная (средняя температура января −30 °С). Годовое количество осадков составляет 350 мм.
Лечебные средства: иловая грязь и рапа из озера Учум, а также минеральные источники, сульфатно-гидрокарбонатно-натриевые и магниево-кальциевые воды, которые используют для питья. В санатории лечат гинекологические заболевания, заболевания органов опорно-двигательной системы, периферической нервной системы, а также сопутствующие болезни органов пищеварения.